# 중화인민공화국의 행정 구역
중화인민공화국의 행정 구역은 기본적으로는 성급(省級), 시급(市級), 현급(縣級), 향급(鄕級)이라고 하는 4계층의 행정구조로 피라미드 구조로 이루어져 있다. 현대 중국에서는 성급과 현급의 사이에 지급(地級)이 신설되어 있다. 더불어 촌급은 하부 행정단위가 아닌 자치 조직이지만, 참고를 위해 아래의 표에 덧붙였다.

## 개요
중국은 지방 행정을 4계층의 수직 구조로 나누어 통치하고 있다. 최상층을 제1급 행정구역이라고 부르고, 중화인민공화국의 광대한 영역을 22개의 성, 5개의 자치구, 4개의 직할시에 수평 분할하고 있다. 특별행정구는 엄밀하게는 제1급 행정구역은 아니지만, 실질적으로는 그것과 동등하게 다루고 있다.
제2계층의 지급의 행정 단위는 지급시, 자치주, 지구 등이 있다. 현재, 중국은 성과 현·현급시의 중간에 위치하는 지급시로 재편되고 있다. 지급시는 시라고 칭하지만, 도시지역과 주변의 농촌부를 포함한 비교적 큰 행정 단위이다. 자치주나 지구는 영어에서는 prefecture 로 번역되어 지급시는 prefecture-level city 로 번역된다.
제3계층의 행정 단위가 현과 현급시이다. 중국의 현은 영어에서는 county로 번역된다. 일본과 비교했을 경우, 현에서 군에 가까운 규모이다. 또 영어에서는 county-level city로 번역되는 현급시가 일본의 시에 가까운 존재이다.
제4계층에 해당되는 것이 향급의 행정 단위로, 향(鄕)이나 진(鎮) 등으로 불린다. 영어에서는 향은 township, 진은 town으로 번역된다.
각 계층을 정리하자면 다음과 같다.
성급행정구 / 省级行政区(1급 행정구, 33개) - 직할시, 성, 자치구, 특별행정구
지급행정구 / 地级行政区(2급 행정구, 334개) - 부성급성시(副省级城市), 지급시, 자치주, 지구, 맹
현급행정구 / 县级行政区(3급 행정구, 2852개) - 현급시, 현, 자치현, 시할구(市辖区), 기, 자치기, 민족구, 특구
향급행정구 / 乡级行政区(4급 행정구, 40466개) - 진, 향, 민족향, 현할구(县辖区), 가도, 소목, 민족소목, 虚拟镇
촌급행정구 村级行政区(5급 행정구, 704,386개) - 촌민위원회(촌민소조, 촌, 嘎查), 사구거위원회(사구社区, 거민구居民区)
분단국가인 중화인민공화국 정부는 타이완도 자국령이라고 헌법에 명시하고, 마찬가지로 중화민국 정부도 중화인민공화국이 가진 전체 영역을 자국의 영토로 헌법에 명시하여 영토주권에 대해 대립하고 있다.
중화인민공화국의 행정구역은 아래와 같다.

## 행정구역 체계
- 4급 행정구역 체계: 성(省) 및 자치구(自治區, 제1급), 지급행정구(地級行政區, 제2급), 현급행정구(縣級行政區, 제3급), 향급행정구(鄕級行政區, 제4급).
- 3급 행정구역 체계: 직할시(直轄市, 제1급), 현급행정구(제2급), 향급행정구(제3급).
- 특별행정구(特別行政區): 구식민지 시대의 행정구분을 연용.

| 행정 구역 | 기본 | 인구 집중 지구 | 상위 자치제 직할 | 정주민족 | 비정주민족    |
| --------- | ---- | -------------- | ---------------- | -------- | ------------- |
| 성급      | 성   | 직할시         | 특별행정구       | 자치구   | 내몽골 자치구 |
| 지급      |      | 부성급시       |                  |          |               |
| 지급      | 지구 | 지급시         | 성도             | 자치주   | 멍            |
| 현급      | 현   | 현급시         | 시할구           | 자치현   | 기, 자치기    |
| 향급      | 향   | 진             | 현할구, 가도     | 민족향   | -             |
| 촌급      | 촌   | 행정촌         | -                | -        | -             |

1999년 12월 20일의 마카오 주권이 반환될 때까지 중화인민공화국은 22성, 5자치구, 4직할시, 2특별행정구로 나눌 수 있어 합계 34의 일급행정구가 존재한다. 이 표에서 거론된 중화인민공화국의 중국일급행정구(즉 "성급 행정구")는 공식 규정에 의해 든 것이다. 배열의 순서는 중국의 국가 규격으로 정해져 있지만, 여기에서는 로마자 순서로 했다.

## 제1급 행정구역 총람

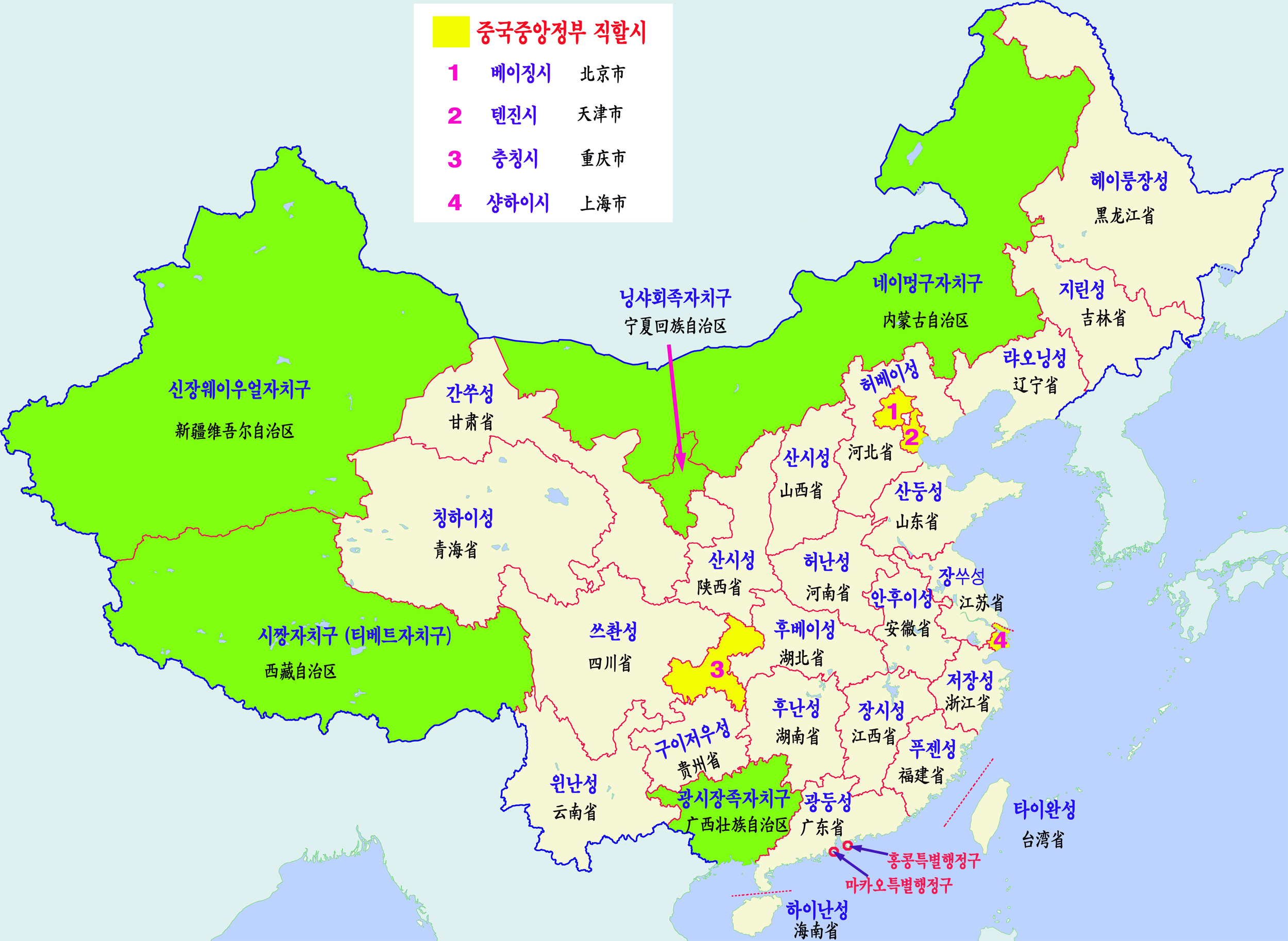
중화인민공화국의 행정구역

### 22개 성
| 성         | 중국어 (병음)                           | 약칭/별칭 (병음)          | 성도소재지                |
| ---------- | --------------------------------------- | ------------------------- | ------------------------- |
| 안후이성   | 安徽省(안휘성) (Ānhuī Shěng)            | 皖(환) (Wǎn)              | 허페이시 (合肥, 합비)     |
| 푸젠성     | 福建省(복건성) (Fújiàn Shěng)           | 闽(민) (Mǐn)              | 푸저우시 (福州, 복주)     |
| 간쑤성     | 甘肃省(감숙성) (Gānsù Shěng)            | 甘(감)/陇(농) (Gān/Lǒng)  | 란저우시 (兰州, 란주)     |
| 광둥성     | 广东省(광동성) (Guǎngdōng Shěng)        | 粤(월) (Yuè)              | 광저우시 (广州, 광주)     |
| 구이저우성 | 贵州省(귀주성) (Guìzhōu Shěng)          | 黔(검)/贵(귀) (Qián/Guì)  | 구이양시 (贵阳, 귀양)     |
| 하이난성   | 海南省(해남성) (Hǎinán Shěng)           | 琼(경) (Qióng)            | 하이커우시 (海口, 해구)   |
| 허베이성   | 河北省(하북성) (Héběi Shěng)            | 冀(기) (Jì)               | 스자좡시 (石家庄, 석가장) |
| 헤이룽장성 | 黑龙江省(흑룡강성) (Hēilóngjiāng Shěng) | 黑(흑) (Hēi)              | 하얼빈시 (哈尔滨, 합이빈) |
| 허난성     | 河南省(하남성) (Hénán Shěng)            | 豫(예) (Yù)               | 정저우시 (郑州, 정주)     |
| 후베이성   | 湖北省(호북성) (Húběi Shěng)            | 鄂(악) (È)                | 우한시 (武汉, 무한)       |
| 후난성     | 湖南省(호남성) (Húnán Shěng)            | 湘(상) (Xiāng)            | 창사시 (长沙, 장사)       |
| 장쑤성     | 江苏省(강소성) (Jiāngsū Shěng)          | 苏(소) (Sū)               | 난징시 (南京, 남경)       |
| 장시성     | 江西省(강서성) (Jiāngxī Shěng)          | 赣(감) (Gàn)              | 난창시 (南昌, 남창)       |
| 지린성     | 吉林省(길림성) (Jílín Shěng)            | 吉(길) (Jí)               | 창춘시 (长春, 장춘)       |
| 랴오닝성   | 辽宁省(요녕성) (Liáoníng Shěng)         | 辽(요) (Liáo)             | 선양시 (沈阳, 심양)       |
| 칭하이성   | 青海省(청해성) (Qīnghǎi Shěng)          | 青(청) (Qīng)             | 시닝시 (西宁, 서녕)       |
| 산시성     | 陕西省(섬서성) (Shǎnxī Shěng)           | 陕(섬)/秦(진) (Shǎn/Qín)  | 시안시 (西安, 서안)       |
| 산둥성     | 山东省(산동성) (Shāndōng Shěng)         | 鲁(노) (Lǔ)               | 지난시 (济南, 제남)       |
| 산시성     | 山西省(산서성) (Shānxī Shěng)           | 晋(진) (Jìn)              | 타이위안시 (太原, 태원)   |
| 쓰촨성     | 四川省(사천성) (Sìchuān Shěng)          | 川(천)/蜀(촉) (Chuān/Shǔ) | 청두시 (成都, 성도)       |
| 윈난성     | 云南省(운남성) (Yúnnán Shěng)           | 滇(전)/云(운) (Diān/Yún)  | 쿤밍시 (昆明, 곤명)       |
| 저장성     | 浙江省(절강성) (Zhèjiāng Shěng)         | 浙(절) (Zhè)              | 항저우시 (杭州, 항주)     |

### 5개 자치구
| 자치구           | 현지 언어                            | 중국어(병음)                                 | 약칭(병음)          | 성도소재지                        |
| ---------------- | ------------------------------------ | -------------------------------------------- | ------------------- | --------------------------------- |
| 광시좡족자치구   | Gvangjsih Bouxcuengh Swcigi          | 广西壮族自治区 (Guǎngxī Zhuàngzú Zìzhìqū)    | 桂 (Guì)            | 난닝시 (南宁, 남녕)               |
| 내몽골자치구     | ᠦᠪᠦᠷ ᠮᠣᠩᠭᠤᠯ ᠤᠨ ᠥᠪᠡᠷᠲᠡᠭᠡᠨ ᠵᠠᠰᠠᠬᠣ ᠣᠷᠣᠨ | 内蒙古自治区 (Nèi Měnggǔ Zìzhìqū)            | 内蒙古 (Nèi Měnggǔ) | 후허하오터시 (呼和浩特, 호화호특) |
| 닝샤후이족자치구 | نٍ شيَا خُوِ ذُوْ ذِ جِ ثُوْ                   | 宁夏回族自治区 (Níngxià Huízú Zìzhìqū)       | 宁 (Níng)           | 인촨시 (银川, 은천)               |
| 티베트자치구     | བོད་རང་སྐྱོང་ལྗོངས།                        | 西藏自治区 (Xīzàng Zìzhìqū)                  | 藏 (Zàng)           | 라싸시 (拉萨, 랍살)               |
| 신장위구르자치구 | شىنجاڭ ئۇيغۇر ئاپتونوم رايونى        | 新疆维吾尔自治区 (Xīnjiāng Wéiwú'ěr Zìzhìqū) | 新 (Xīn)            | 우루무치시 (乌鲁木齐, 오노목제)   |

### 4개 직할시
| 직할시   | 중국어(병음)               | 약칭(병음)    | 청사소재지      |
| -------- | -------------------------- | ------------- | --------------- |
| 베이징시 | 北京市(북경시) (Běijīng)   | 京(경) (Jīng) | 둥청구 (베이징) |
| 충칭시   | 重庆市(중경시) (Chóngqìng) | 渝(유) (Yú)   | 위중구          |
| 상하이시 | 上海市(상해시) (Shànghǎi)  | 沪(호) (Hù)   | 황푸구          |
| 톈진시   | 天津市(천진시) (Tiānjīn)   | 津(진) (Jīn)  | 허핑구          |

### 2개 특별행정구
| 특별행정구        | 현지 언어 | 중국어(병음)                                                 | 약칭(병음)    |
| ----------------- | --------- | ------------------------------------------------------------ | ------------- |
| 홍콩 특별행정구   | Hong Kong | 香港特别行政区(향항특별행정구) (Xiānggǎng Tèbié Xíngzhèngqū) | 港(항) (Gǎng) |
| 마카오 특별행정구 | Macau     | 澳门特别行政区(오문특별행정구) (Àomén Tèbié Xíngzhèngqū)     | 澳(오) (Ào)   |

### 1급 행정 구역의 변화
| 행정 구역        | 중국어(병음) | 성도(청사소재지)        | 폐지 연도                         | 현행 행정 구역                   |
| ---------------- | ------------ | ----------------------- | --------------------------------- | -------------------------------- |
| 광시 성          |              | 난닝시                  | 1958년                            | 광시좡족자치구                   |
| 넌장성           |              |                         | 1950년                            | 헤이룽장성                       |
| 랴오베이성       |              |                         | 1949년                            | 랴오닝성, 지린성, 내몽골자치구   |
| 러허성           |              | 청더시                  | 1955년                            | 허베이성, 랴오닝성, 내몽골자치구 |
| 시캉성           |              | 캉딩시                  | 1955년 (시캉성) 1965년 (창두지구) | 티베트자치구, 쓰촨성             |
| 싱안성           |              | 하이라얼시              | 1949년                            | 내몽골자치구                     |
| 쑤이위안성       |              | 후허하오터시 (당시귀수) |                                   | 내몽골자치구                     |
| 쑹장성           |              | 무단장시                | 1954년                            | 헤이룽장성                       |
| 안둥성           |              | 안둥시                  | 1954년                            | 랴오닝성, 지린성                 |
| 차하얼성         |              |                         | 1952년                            | 내몽골자치구, 허베이성, 베이징시 |
| 하이난특별행정구 |              |                         |                                   | 하이난성                         |
| 허장성           |              | 자무쓰시                | 1949년                            | 헤이룽장성                       |

## 관리계층별로 본 중국 행정구역

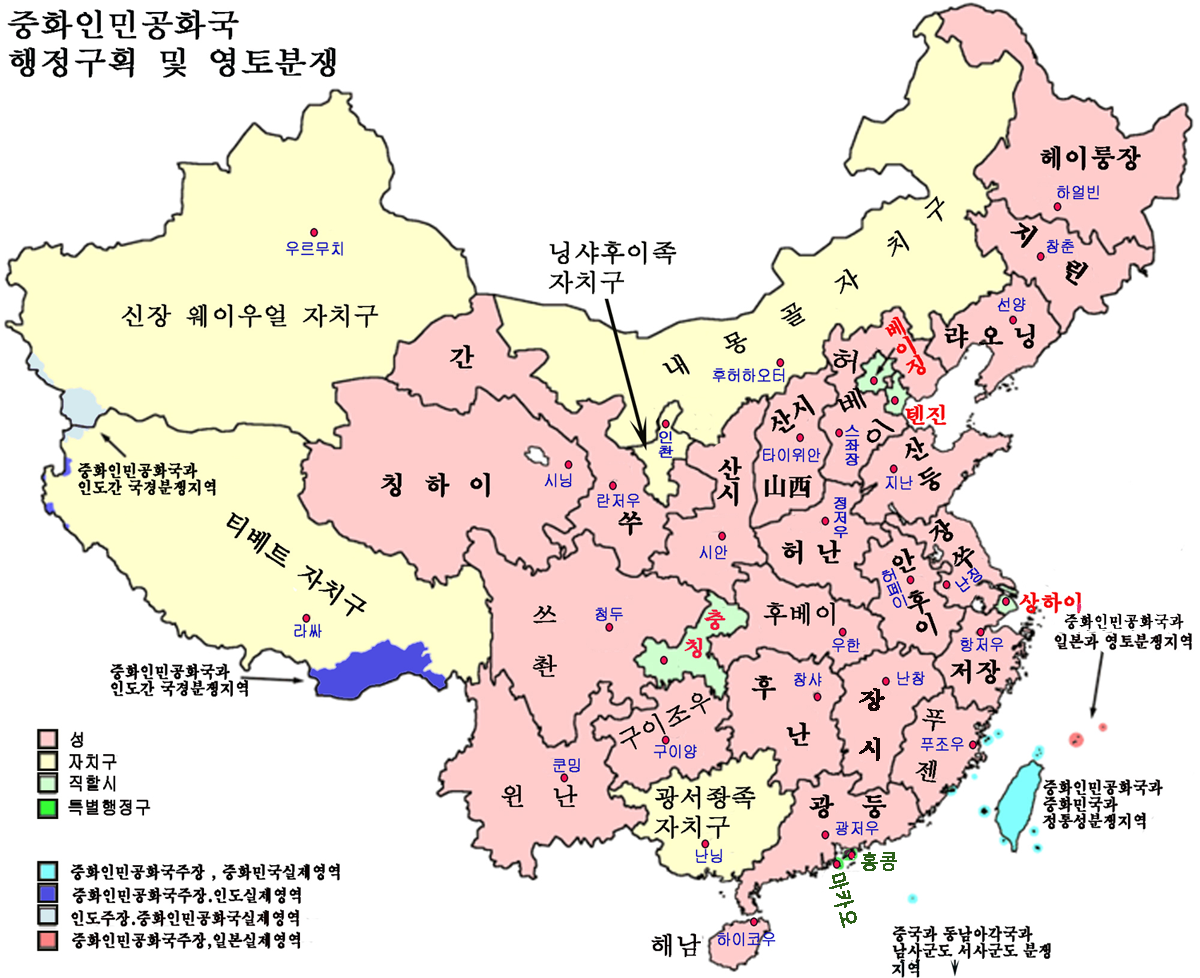

중국의 지방행정은 중앙정부 - 성급 - 현급 - 향진급이 기본관리구역이다. 여기서 성급산하에 있는 현급숫자가 많기에 중간에 성에서 위탁관리하는 기구를 두게되는데, 이것이 지급이다. 즉 현급은 지급 산하가 아니고, 성급 산하에 있되 지급에 대다수 현급을 위탁관리하고 있다. 지급에 위탁관리되지 아니하고 성급에서 직접관리하는 현급구역을 성직할 현급이라고 한다. 신장의 경우 자치주에 지구를 위탁관리하는 경우도 있다.
직할시는 성급산하의 지급시가 중앙정부산하로 들어가서 중앙정부의 직접관리를 받는 구역이다. 관리구역 체계상은 지급구역이다. 특별행정구도 직할시와 같이 기본 관리체계는 지급구역이다.

## 같이 보기
- 자치주 (중화인민공화국)
- 중화민국의 행정 구역
- 경제특구
- 국가급경제기술개발구